# Gustave (montgolfière)
Pour les articles homonymes, voir Gustave.
La Gustave est le nom d'une montgolfière qui décolla des Brotteaux à Lyon, le 4 juin 1784. Elle transportait deux passagers, le sieur Fleurant, constructeur du ballon, accompagné d' Élisabeth Tible. Elle est la première femme de l'histoire de l'aéronautique à effectuer un vol libre.

## Préparatifs
Une précédente montgolfière nommée le Flesselles a déjà effectué à Lyon, le 19 janvier 1784, le troisième voyage aérien humain de l'histoire. Cette montgolfière avait pour passagers : Joseph Montgolfier, le pilote Jean-François Pilâtre de Rozier, le comte de Laurencin, le comte de Dampierre, le marquis de Laporte d'Anglefort, le prince Charles de Ligne, fils aîné du prince de Ligne. Le ballon se déchire après un vol d'une douzaine de minutes, et tombe à une centaine de mètres.
Quelques mois plus tard, le 4 juin de la même année, le comte de Laurencin organise le deuxième vol libre en ballon à Lyon, il est le principal mécène. Sous sa direction, l'artiste-peintre Fleurant construit une montgolfière de 70 pieds de diamètre. Elle est baptisée la Gustave, pour honorer le passage à Lyon du roi de Suède, Gustave III, qui voyage en France sous le nom de comte de Haga.
Fleurant doit effectuer l'ascension accompagné du comte de Laurencin qui avait précédemment été passager à bord du Flesselles, mais Laurencin cède sa place à Élisabeth Tible. De ce fait, ce vol qui aurait pu être banal car déjà précédé d'une dizaine d'autres en France et en Italie, deviendra celui de la première femme aéronaute de l'Histoire.

## Vol historique
L'aérostat décolle des Brotteaux à Lyon, entre les actuelles rues Duguesclin, Créqui, Sèze et Bossuet. En quelques minutes, il atteint l'altitude de mille cinq cents mètres, parcourant environ huit kilomètres en une heure.
L'expérience est relatée par Fleurant lui-même : « Un froid subit nous saisit en même temps, ma compagne et moi ; il fut suivi d'un bourdonnement aux oreilles qui nous fit craindre de ne plus pouvoir nous entendre [...] Ces deux sensations durèrent peu et firent place à un état de bien-être et de suave contentement qu'on ne goûterait, je pense, dans aucune potion ; Mme Tible l'exprima en chantant l'ariette de La Belle Arsène : « Je triomphe ! Je suis reine… » : je lui répondis par celle de Zémire et Azor : « Quoi ! voyager dans les nuages !… » »
L'atterrissage non loin du château de la Duchère, est rude. Ils réussissent à s'extraire du ballon avant qu'il s'embrase. Élisabeth Tible a la cheville foulée. Les aéronautes sont portés en triomphe au centre-ville.

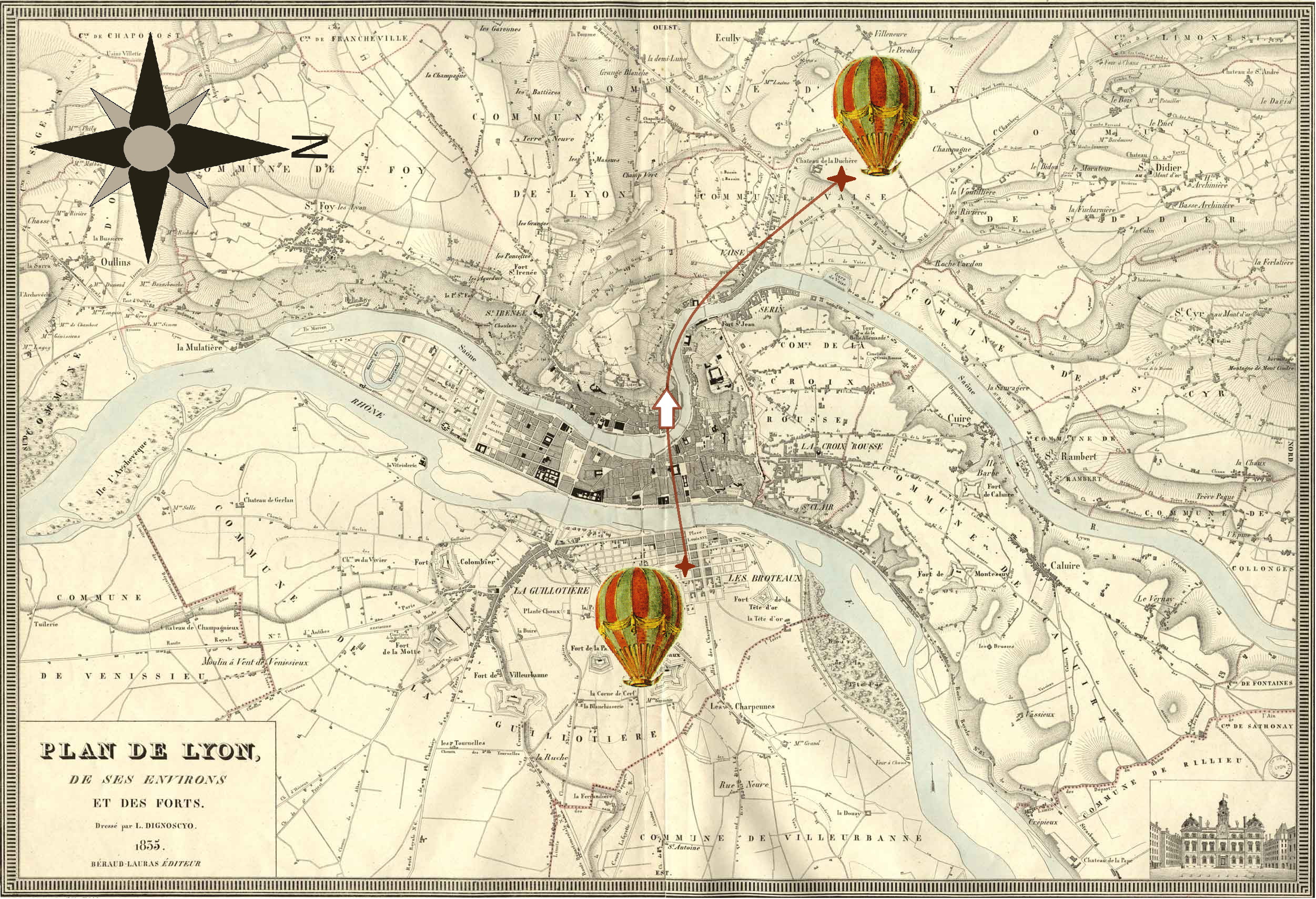
Reconstitution probable du trajet de La Gustave, sur une carte de 1835.

Quelques semaines plus tard, le 23 juin 1784, le roi Gustave III de Suède se trouve à Paris. Depuis la cour d'honneur du château de Versailles, il assiste avec Louis XVI à l'envol d'une nouvelle montgolfière nommée la Marie-Antoinette, dans laquelle Élisabeth Tible demandera en vain de monter.

## Postérité
Un panneau du « carnet de voyage » de la fresque  du centenaire, inaugurée en 2012, avenue Bertelot, sur le mur de la gare de Lyon-Jean-Macé, rappelle l'événement.
En 1983, le jeu de cartes Grimaud « Les montgolfières » représente la Gustave sur la carte du valet de carreau.
Des timbres-poste représentant la Gustave sont émis en 1983 à Cuba et 1984 en France et au Zaïre, pour célébrer le bicentenaire des premiers vols en montgolfière.

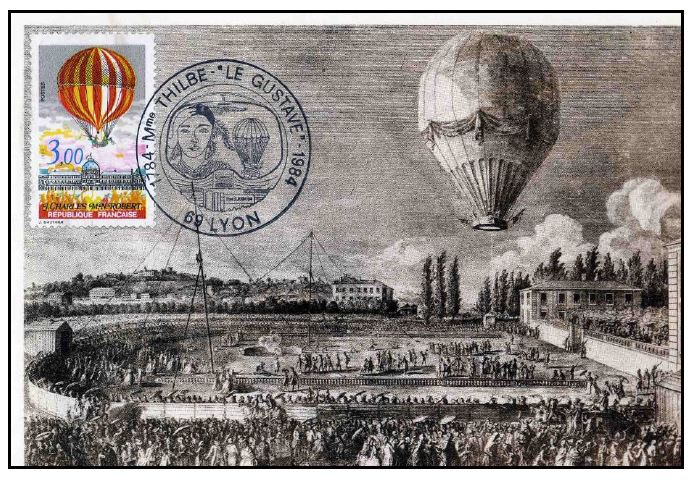
Imagette du vol du Gustave à Lyon, affranchie et tamponnée pour le bicentenaire.
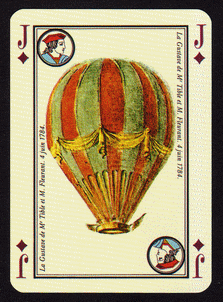
Jeu de cartes « Les montgolfières », valet de carreau légendé la Gustave.
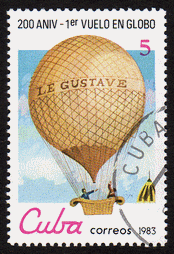
Timbre poste de Cuba, bicentenaire 1983.
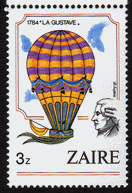
Timbre-poste du Zaïre, bicentenaire 1984.